# Scorpius X-1
Scorpius X-1 (abgekürzt Sco X-1) ist eine Röntgenstrahlen-Quelle, die etwa 9000 Lichtjahre von der Erde entfernt ist. Es war die erste entdeckte Röntgenquelle außerhalb des Sonnensystems und ist nach der Sonne die hellste Röntgenquelle am Erdhimmel. Scorpius X-1 wurde 1962 von einem Team unter der Leitung von Riccardo Giacconi entdeckt; für diese Entdeckung und seine Leistungen um die Röntgenastronomie erhielt Giacconi im Jahr 2002 den Nobelpreis.

## Geschichte
Am 12. Juni 1962 wurde erstmals eine Aerobee-Höhenforschungsrakete mit einem Röntgendetektor als Nutzlast gestartet. Das erklärte Ziel, eine Röntgenaufnahme des Mondes, konnte zwar nicht erreicht werden – heute weiß man, dass das Signal für die damaligen Instrumente zu schwach war, so dass ein „Röntgenphoto“ des Mondes erst 1990 mit ROSAT gelang – aber stattdessen wurde ein helles Objekt im Sternbild Skorpion gefunden, das die Bezeichnung Scorpius X-1 erhielt.

## Charakteristik
Scorpius X-1 Ist ein Doppelsternsystem. Die Hauptkomponente ist ein Neutronenstern, dessen immense Gravitation Materie von seinem kleineren Begleiter abzieht, die sich in einer Akkretionsscheibe sammelt. Die Materie wird beim Sturz durch das Gravitationsfeld stark beschleunigt und setzt die gewonnene Energie beim Aufprall auf der Oberfläche des Neutronensterns frei. Da das Material in der Akkretionsscheibe als Plasma vorliegt, unterliegt es den Kräften des Magnetfeldes des Neutronensterns, dessen Magnetfeldstärke bis zu 1011 Tesla bzw. 1015 Gauß erreichen kann. Das ionisierte Material folgt den Magnetfeldlinien und stürzt deshalb an den magnetischen Polen auf die Oberfläche des Neutronensterns. Aufgrund des großen Gravitationspotentials erreicht das Material dabei Geschwindigkeiten von bis zu 100.000 km/s, was 30 % der Lichtgeschwindigkeit entspricht. Der Aufprallbereich hat eine geringe Fläche von wenigen Kilometern Durchmesser, und dort werden Temperaturen von 100 Millionen Kelvin erreicht. Der größte Teil der Energie wird von dort als Röntgenstrahlung ausgesandt. Die beobachtete Strahlungsintensität von Scorpius X-1 zeigt, dass der Neutronenstern dabei Energien nahe an seiner Eddington-Grenze abstrahlt. Das bedeutet, wenn die Leuchtkraft weiter steigt, wird der damit einhergehende Strahlungsdruck so hoch, dass das einstürzende Material nach außen gedrückt wird. Damit wird aber gleichzeitig die Energiezufuhr abgeschnitten, so dass die Leuchtkraft wieder unter die Eddington-Grenze absinkt und das Material wieder einströmen kann. Dieser Vorgang kann sich periodisch wiederholen